# Benga (musique)
Pour les articles homonymes, voir Benga.
Le benga (« quelque chose de beau » en langue luo) est un genre musical créé par des Luo, mais né à Nairobi, à la fin des années 1940 de l'union de la musique de danse cubaine, de la rumba congolaise, importées notamment par Jean Bosco Mwenda, son cousin Edward Masengo et Sam Mangwana, et du finger-style zaïrois (en pinçant les cordes directement avec le bout des doigts ou les ongles par opposition à l'utilisation du plectre) mariés avec le kwela d'Afrique du Sud et, surtout, avec les musiques traditionnelles des Luo comme l'omutibo, le dudu ou l'ohangla. 
Le genre est popularisé dans toute l'Afrique de l'Est par l'African Broadcasting Service (désormais Kenya Broadcasting Service) créé en 1953, et repris par les Kikuyu, les Kamba et les Luhya. Au Zimbabwe, il est appelé kanindo.

## Étymologie
Si benga signifie « quelque chose de beau » en langue luo, l'origine du mot est très incertaine. Le mot benga est employé pour la première fois dans une chanson enregistrée en 1963 par le groupe Ogara Boys et appelée Monica Ondego. Il fait référence à un style de jupe très en vogue en Afrique de l'Est à cette époque : l'ogara skirt, et est dérivé du nom de la mère de Daniel Owino Misiani qui s'appelait Obengo.

## Caractéristiques
Les guitaristes avaient longtemps imité les mélodies rapides et syncopées de la lyre nyatiti. Lorsque la guitare électrique est devenue prééminente dans la musique moderne, cette nyatiti a continué à influencer le jeu des guitares basse, Dans le benga, les notes élevées grésillent tandis que les basses pleurent hors de ces harmonies aigües. Ainsi, deux ou trois guitares se poursuivent l'une l'autre par intervalles rapides. Les refrains alternant les couplets, sont remplacés par le jeu des guitares. Les prestations sont souvent longues (jusqu'à plus de 20 minutes).

## Évolution
Au départ, les ensembles musicaux jouant le benga comportaient une nyatiti et un orutu mais pas d'instrument de percussion (malgré l'existence des bunde), hormis l'ajauw (ou ajao) et de gara ornant l'une des chevilles des musiciens. Ensuite, s'adjoint la guitare acoustique. Avec l'avènement des guitares électriques, la batterie de jazz s'est également invitée.

## Influence
Si, au départ, le benga naît, en partie, de la rumba congolaise, il finit par influencer la musique congolaise, et plus particulièrement le soukous grâce à Sam Mangwana.

## Interprètes

### Pionniers
Un des tout premiers est Opondo Owenga (Originaire de Yala) qui utilisait son art pour enseigner l'histoire des Luo. Vient ensuite le guitariste John Ogara, et son groupe Ogara Boys, qui, au début des années 1960, fusionne les racines rurales d'Opondo Owenga avec des sons nouveaux issus des centres urbains. Cependant, les premiers groupes musicaux ayant eu une certaine renommée, à partir de 1967, sont le Shirati Jazz avec Daniel Owino Misiani, qui prônaient l'amour, les traditions et la religion, comme dans leur Piny ose mer (« Le monde est fou » en luo), et leurs rivaux du Victoria Jazz formé par Ochieng Nelly Mengo et Collela Mazee qui chantaient des histoires d'amour humoristiques mêlées de conseils et de morale.
C'est en 1970 que Daniel Kamau fera connaitre ce style à Nairobi avec sa chanson à succès I Love You. Citons encore George Ramogi, Gabriel Omolo, Ochieng Kabeselleh et Osito Kalle dont le fameux Les na bouyo mawije (« Laisse la mousse (de ma bière) en place » en luo) qui est un des morceaux de benga les plus typés.

### Relève
Les artistes plus contemporains sont Ogwang Lelo Okoth, Dola Kabarry ou, chez les femmes, Princess Jully, Linet Aluoch (une ancienne choriste de Daniel Owino Misiani) et Emily Makaya. Certains, comme le Kapere Jazz Band remettent à l'honneur la nyatiti, l'orutu et la percussion uniquement assurée par... une bouteille de Fanta vide frappée ou frottée par une baguette car cette bouteille possède des stries qui peuvent être frottées à la manière d'une planche à laver.